# Yngve Sirén
Yngve Bertil Sirén, född 4 mars 1928 i Dalby församling, Värmlands län, död 19 augusti 1999 i Karlstads domkyrkoförsamling, Värmlands län, var en svensk domkyrkoorganist.

## Utmärkelser
- 1991 – Guldmedaljen Musica Sacra.

## Diskografi

### Album
- 1983 – CW Rendahl, tillsammans med Karlstads Motettsällskap.